# トルクメニスタンの鉄道駅一覧
トルクメニスタンの鉄道駅一覧は、トルクメニスタンの鉄道駅の一覧である。
なるべく読みを付け、同名・同表記の駅には会社名・路線名も付けた。

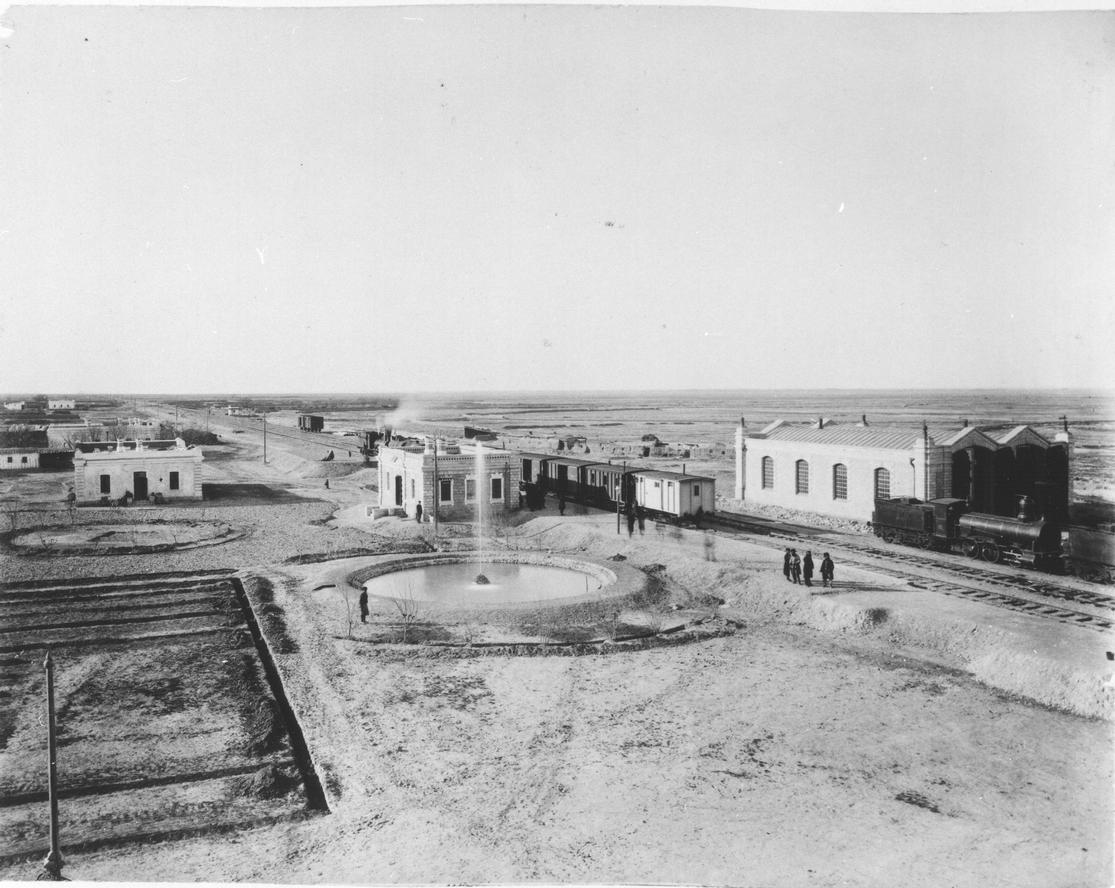
バミにあるカスピ海横断鉄道の駅（1890年代）

## あ行
- アシガバート駅

## た行
- トルクメンバシ駅

## は行
- ベレケト駅（旧・カザンジク駅）

## 地図
- UN Map (PDF)
- UNHCR Map